# Teestrup Sogn
Teestrup Sogn 
ist eine Kirchspielsgemeinde (dän.: Sogn)
auf der Insel Sjælland im südlichen Dänemark.
Bis 1970 gehörte sie zur Harde Ringsted Herred im damaligen Sorø Amt, danach zur Haslev Kommune im Vestsjællands Amt, die im Zuge der  Kommunalreform zum 1. Januar 2007 in der Faxe Kommune in der Region Sjælland aufgegangen ist.
Im Kirchspiel leben 942 Einwohner, davon 241 im Kirchdorf (Stand: 1. Januar 2023).
Im Kirchspiel liegt die Kirche „Teestrup Kirke“.
Nachbargemeinden sind im Norden Øde Førslev Sogn und im Osten Haslev Sogn und Bråby Sogn, ferner in der westlich gelegenen Næstved Kommune im Süden Toksværd Sogn, im Südwesten Holme-Olstrup Sogn, im Westen Holme-Olstrup Sogn und Tybjerg Sogn und im Nordwesten Aversi Sogn.